# West Hazleton
West Hazleton és una població dels Estats Units a l'estat de Pennsilvània. Segons el cens del 2000 tenia 3.542 habitants.

## Demografia
Segons el cens del 2000, West Hazleton tenia 3.542 habitants, 1.634 habitatges, i 915 famílies. La densitat de població era de 882,3 habitants/km².
Dels 1.634 habitatges en un 21,6% hi vivien nens de menys de 18 anys, en un 38,9% hi vivien parelles casades, en un 12% dones solteres, i en un 44% no eren unitats familiars. En el 39,2% dels habitatges hi vivien persones soles el 18,6% de les quals corresponia a persones de 65 anys o més que vivien soles. El nombre mitjà de persones vivint en cada habitatge era de 2,13 i el nombre mitjà de persones que vivien en cada família era de 2,86.
Per edats la població es repartia de la següent manera: un 20,3% tenia menys de 18 anys, un 6,7% entre 18 i 24, un 27,4% entre 25 i 44, un 22,4% de 45 a 60 i un 23,1% 65 anys o més.
L'edat mediana era de 42 anys. Per cada 100 dones de 18 o més anys hi havia 88,1 homes.
La renda mediana per habitatge era de 28.765$ i la renda mediana per família de 37.476$. Els homes tenien una renda mediana de 30.139$ mentre que les dones 18.400$. La renda per capita de la població era de 16.525$. Entorn del 7,3% de les famílies i el 10% de la població estaven per davall del llindar de pobresa.

## Poblacions més properes
El següent diagrama mostra les poblacions més properes.